# Cicindela hornii
Cicindela hornii är en skalbaggsart som beskrevs av Schaupp 1884. Cicindela hornii ingår i släktet Cicindela och familjen jordlöpare. Inga underarter finns listade i Catalogue of Life.